# Bonaventura Iten
Bonaventura Iten (* 20. April 1909 in Unterägeri; † 18. Juni 1996 in Zug; katholisch, heimatberechtigt in Unterägeri) war ein Schweizer Politiker (FDP).

## Biografie
Bonaventura Iten kam am 20. April 1909 in Unterägeri als Sohn des Wirts, Gemeinderats und Gemeindeschreibers Bonaventura Iten senior und der Maria, geborene Iten, zur Welt. Nach dem Besuch der Sekundarschule in Unterägeri absolvierte Iten von 1925 bis 1934 eine Banklehre und war im Anschluss als Bankangestellter in Zug beschäftigt. Danach war er Präsident der Zuger Kantonalbank und der Zugerland Verkehrsbetriebe.
Bonaventura Iten, der mit Louise, der Tochter des Buchbindermeisters Daniel Häusler aus Unterägeri, verheiratet war, verstarb am 18. Juni 1996 zwei Monate nach Vollendung seines 87. Lebensjahres in Zug.
Seine politische Laufbahn begann Iten, Mitglied der FDP, von 1935 bis 1954 als Gemeindeschreiber von Unterägeri. Von 1947 bis 1950 gehörte er dem Zuger Kantonsrat an. Anschliessend war er von 1954 bis 1974 im Regierungsrat, dem er von 1961 bis 1962 sowie 1973 bis 1974 als Landammann vorstand. Iten bereitete als Direktor des Innern die umstrittene Revision des Gemeindegesetzes vor.